# Ministerio para la Propagación de la Virtud y la Prevención del Vicio
El Ministerio de Propagación de la Virtud y Prevención del Vicio de Afganistán (en árabe Amar Bil Maroof Wa Nahi An al-Munkar) es el departamento del Gobierno de Afganistán encargado de implementar las reglas islámicas. Fue instituido por primera vez por el Gobierno de Afganistán en 1992 (por Burhanuddin Rabbani), y mantenido por el Partido de los Fieles (Partido del Talibán) cuando accedió al poder en 1996. Tras la salida del Partido Talibán del Gobierno en 2001, el Ministerio fue suprimido. Desde septiembre de 2021, con la vuelta del Partido Talibán al poder, el Ministerio vuelve a formar parte del organigrama general del Gobierno de Afganistán.

## Historia
Establecido en 1996, el ministerio de vicio y virtud recibió fuertes subsidios y capacitación de Arabia Saudita. Cuando los talibanes se hicieron cargo de Kabul, el comité anunció la prohibición de la brujería y los cortes de pelo al estilo estadounidense. Fue cerrado cuando los talibanes fueron expulsados, pero Shinwari, un defensor abierto de la ortodoxia y el Presidente del Tribunal Supremo de la Corte Suprema de Afganistán lo reinstaló en 2003, y lo renombró el Ministerio de Haj y Asuntos Religiosos.
En 2006, el régimen de Karzai presentó un proyecto de ley para crear un nuevo departamento, dependiente del Ministerio de Haj y Asuntos Religiosos, dedicado a la "Promoción de la virtud y la prevención del vicio". De acuerdo con Ghazi Suleiman Hamed, Viceministro de Haj y Asuntos Religiosos, el nuevo Departamento funcionaría de manera más benigna que la versión talibán. El ministro de Haj y asuntos religiosos Nematullah Shahrani declaró que el nuevo departamento se centraría en el alcohol, las drogas, el crimen y la corrupción, a pesar de que las leyes penales de Afganistán ya abordaban estos temas. Según Human Rights Watch, restablecer la virtud y el departamento de vicio tendría un impacto negativo en los derechos de las mujeres, una palanca importante de desarrollo para el país. Shukria Barakzai, miembro de la Legislatura Nacional de Afganistán, vio en este proyecto de ley un legado que recuerda la era talibán. Felice D. Gaer, Presidente de la Comisión de Estados Unidos sobre Libertad Religiosa Internacional, declaró que Estados Unidos expresó una fuerte oposición a la reinstauración del ministerio de virtud y vicio, calificándolo de violación de los derechos de libertad religiosa.

## Descripción
En el libro Taliban de Ahmed Rashid, el ministerio se conoce como el Departamento de Promoción de la Virtud y Prevención del Vicio. Maulvi Qalamuddin, el jefe del ministerio durante la era talibán, prefirió la traducción al inglés del Departamento de Observancias Religiosas.
El Ministerio para la Propagación de la Virtud y la Prevención del Vicio de Afganistán se encargó de implementar las reglas islámicas (principios Hanafi) tal como lo definen los talibanes. Su  policía religiosa allanó las calles arrestando a mujeres que no estaban completamente cubiertas y personas escuchando música.